# Cosmochthonius signatus
Cosmochthonius signatus är en kvalsterart som beskrevs av Pérez-Íñigo 1990. Cosmochthonius signatus ingår i släktet Cosmochthonius och familjen Cosmochthoniidae. Inga underarter finns listade i Catalogue of Life.